# Frits Jansen

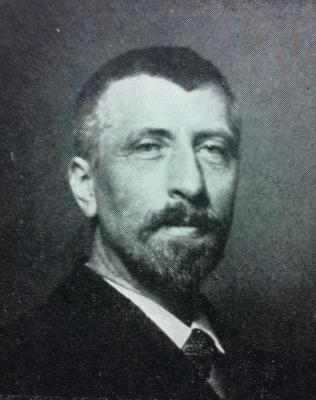
Frits Jansen

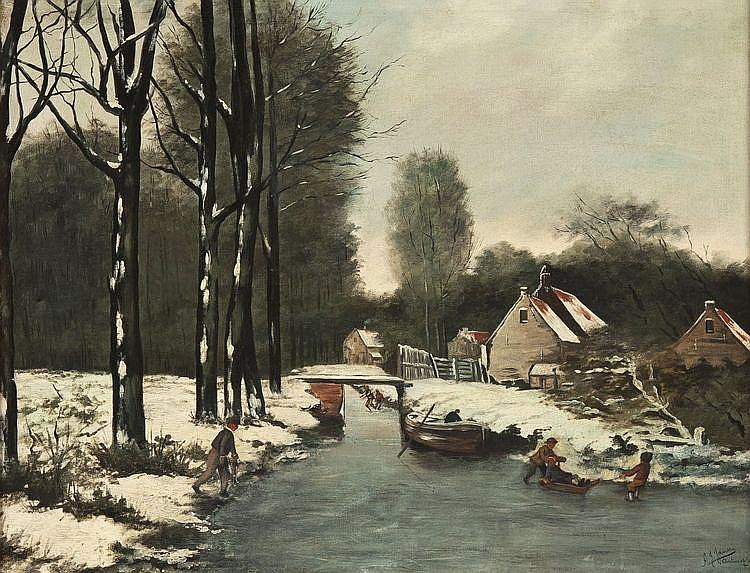
Dorfszenerie am zugefrorenen Fluss

Frits Jansen (Frederik Johannes Jansen, * 20. Januar 1856 in Den Haag; † 31. März 1928 in Leidschendam-Voorburg) war ein niederländischer Maler.
Frits Jansen studierte von 1874 bis 1879 an der Koninklijke Academie van Beeldende Kunsten in Den Haag, später von 1879 bis 1881 in London, dann in Paris unter der Leitung von Léon Bonnat.
Er wurde Lehrer und 1887 stellvertretender Direktor der Haager Kunstakademie und unterrichtete von 1896 bis 1913 an der Zeichen- und Malschule „Ars Aemulae Naturae“ in Leiden. Er zog 1922 nach Voorburg.
Frits Jansen malte und zeichnete Porträts, Genrebilder, Figuren und einige Landschaften.